# Joseph Somers
Joseph Somers (Wommelgem, 29 de mayo de 1917 - Amberes, 25 de mayo de 1966) fue un ciclista belga que fue profesional entre 1936 y 1950.
Durante estos años consiguió 32 victorias, entre ellas una Vuelta en Bélgica y dos Burdeos-París.

## Palmarés
- 1936
  - 1º en Kontich
  - 1º en Deurne-Zuid
  - 1º en Lier
  - Vencedor de una etapa del Circuito del Oeste
- 1937
  - 1º en la Burdeos-París
  - Vencedor de una etapa de la Vuelta a Bélgica
- 1938
  - 1º en Lier
  - Vencedor de una etapa de la Vuelta a Bélgica
- 1939
  - 1º en la Vuelta en Bélgica y vencedor de 3 etapas
  - Vencedor de 2 etapas de la Vuelta a Suiza
  - Vencedor de una etapa de la Tour de Luxemburgo
- 1941
  - 1º en Bassevelde
  - 1º en las tres Villas Germanas
- 1942
  - 1º en Merksem
- 1943
  - 1º en el Gran Premio de Bélgica
  - 1º en Kortrijk
  - 1º en el Gran Premio de las Naciones
- 1944
  - 1º en el Gran Premio de Valònia
  - 1º en Rumbeke
- 1945
  - 1º en Zonhoven
  - 1º en Eisden
  - 1º en Schaarbeek
  - 1º en Sint-Truiden
  - 1º en la Bruselas-Sint-Truiden
  - Vencedor de una etapa a la Dwars door België
- 1946
  - 1º en el Circuito de las Ardenes flamencas - Ichtegem
- 1947
  - 1º en la Burdeos-París
- 1950
  - 1º en Tremelo